# Eparchie Gazireh (Syrer)
Die Eparchie Gazireh (lat.: Eparchia Jazirensis Syrorum) war eine in der heutigen Türkei gelegene syrisch-katholische Eparchie mit Sitz in Cizre. 

## Geschichte
Die Eparchie Gazireh wurde im Jahre 1863 errichtet. 1957 wurde die Eparchie Gazireh durch Papst Pius XII. aufgelöst und das Territorium wurde den Eparchien Aleppo und Beirut angegliedert.
Im Jahre 1960 lebten im Gebiet der Eparchie Gazireh 7.000 syrische Katholiken. Die Eparchie war in sieben Pfarreien unterteilt und hatte neun Priester.

## Bischöfe von Gazireh
- Flabiano Pietro Matah, 1863–…
- Giacomo Matteo Ahmndahño, 1888–…
- Julius Behnam Aqrawi, …–1912
- Michele Malche, 1912–1915